# Refuge faunique national de la forêt d'Oahu
Le Refuge faunique national de la forêt d'Oahu a été créé en 2000 pour protéger les poissons, la faune et les plantes répertoriés comme espèces menacées ou en voie de disparition sur l'île d'Oahu à Hawaï. Le refuge s'étend sur environ 18,3 km2 et est géré par le United States Fish and Wildlife Service. Il n'est pas ouvert au public.

## Écologie
Le refuge est situé sur les pentes supérieures de la chaîne nord de Ko'olau, sur l'île d'O'ahu.
La réserve faunique nationale de la forêt d'O'ahu abrite au moins quatre espèces de pupu kani oe (escargots arboricoles d'O'ahu), quinze espèces de plantes menacées et de nombreux oiseaux indigènes, dont l'Elepaio d'O'ahu, l'Iiwi rouge, une sous-espèce du Hibou des marais (Asio flammeus sandwichensis) et des guêpiers de Hawaï.